# Brügger Freiamt

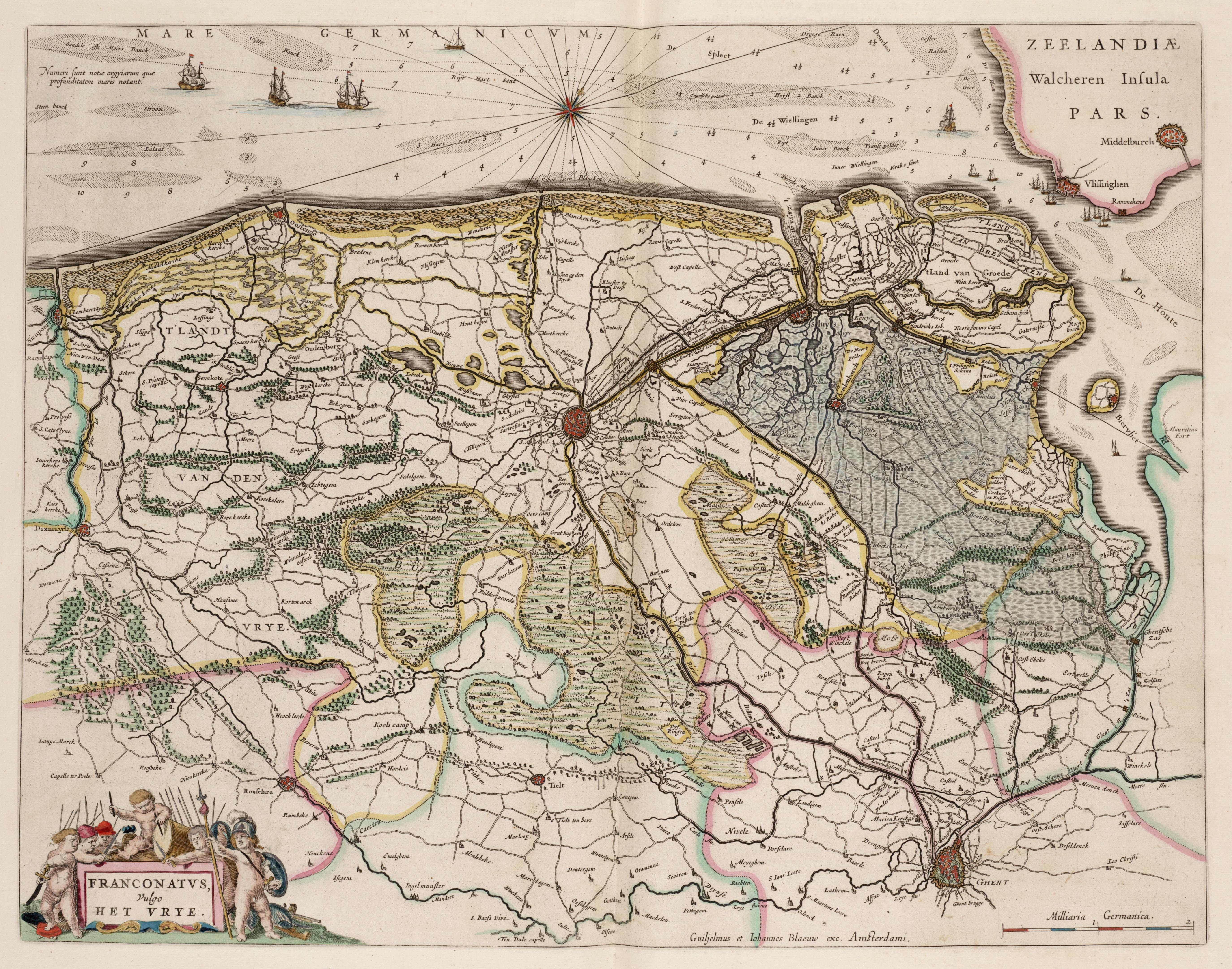
Karte des Brügger Freaiamts, 1664 (Willem Janszoon Blaeu)

Das Brügger Freiamt (Niederländisch: Brugse Vrije) war die größte Kastellanei in der Grafschaft Flandern. Es umfasste die Gegend um Brügge und wurde von der Nordsee, der Westerschelde und der Yser begrenzt. 
Das Brügger Freiamt hatte einen eigenen Burggrafen mit Sitz in der Burg in Brügge und gehörte – gemeinsam mit den drei großen Städten Gent, Brügge und Ypern – seit dem Ende des 14. Jahrhunderts als einzige Kastellanei zu den „Vier Mitgliedern von Flandern“. Die Kastellanei hatte auch einen Sitz in den Staaten von Flandern.

## Geschichte
Die Kastellanei des Brügger Freiamts hatte ihren Ursprung im Flanderngau (Pagus Flandrensis). Gaue waren Verwaltungsgebiete aus der fränkischen Zeit. Das Zentrum der Kastellanei war die Burg in Brügge, in der sich gegenwärtig noch das Landeshaus des Brügger Freiamts befindet. Die Kastellanei wurde von einem Burggrafen und einigen Schöffen verwaltet. Ursprünglich gehörte die Stadt Brügge zur Kastellanei, aber ab 1127 gingen beide getrennte Wege. 
Im 13. Jahrhundert wurde der Burggraf durch einen Balivo (Vogt) ersetzt, über den der Graf von Flandern eine größere Kontrolle hatte. Die Stadt Brügge versuchte einige Male, das Brügger Freiamt unter ihre Kontrolle zu bringen, was der Stadtverwaltung jedoch aufgrund der Unterstützung des Herrschers (der die Macht der Städte einschränken wollte) für die Kastellanei nicht gelang.
Im Zuge der des niederländischen Aufstands und der Abtrennung von den Nördlichen Niederlanden verlor das Brügger Freiamt Ende des 16. Jahrhunderts viele Gebiete im heutigen Seeländisch Flandern. Das Brügger Freiamt selbst blieb bis zur Beendigung des Feudalwesens durch die französische Verwaltung bestehen.

## Organisation
Außer einigen Städten mit eigener Verwaltung (unter anderem Torhout, Sluis, Hoeke, Gistel und Nieuwpoort) umfasste das Brügger Freiamt die folgenden drei Teile:
- das „echte Vrije“, das sind die ländlichen Gebiete, die direkt von den Schöffen des Freiamts verwaltet werden;
- die „Appendants“: dreißig Herrschaftsgüter mit einem eigenen Dingstuhl (Gericht), der jedoch nicht für die hohe Rechtsprechung zuständig war;
- die „Kontribuenten“: sieben Herrschaftsgüter, die hinsichtlich der Rechtsprechung völlig unabhängig waren und nur im Steuerbereich dem Brügger Freiamt unterlagen.

## Landeshaus des Brügger Freiamts

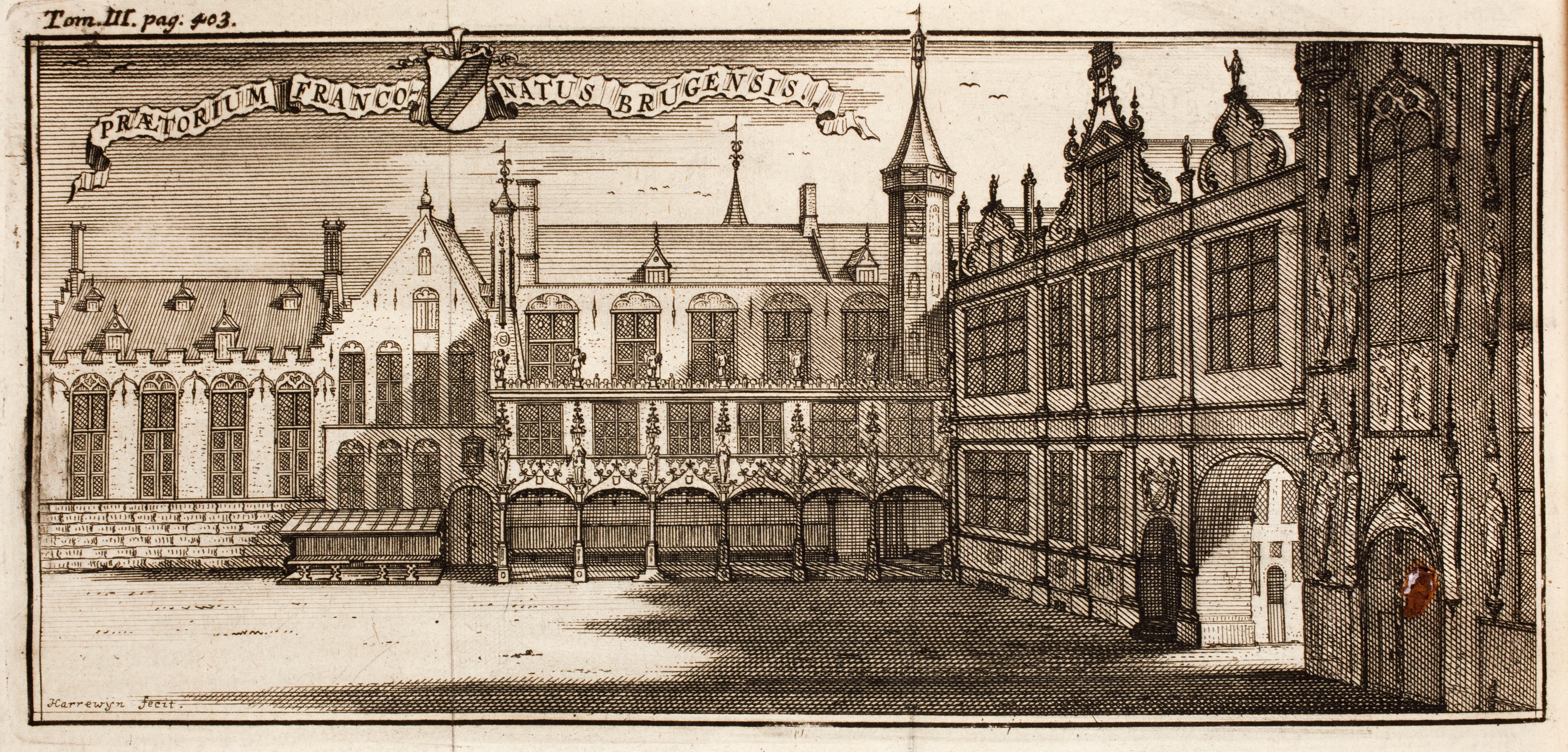
Das Landeshaus im frühen 18. Jahrhundert.

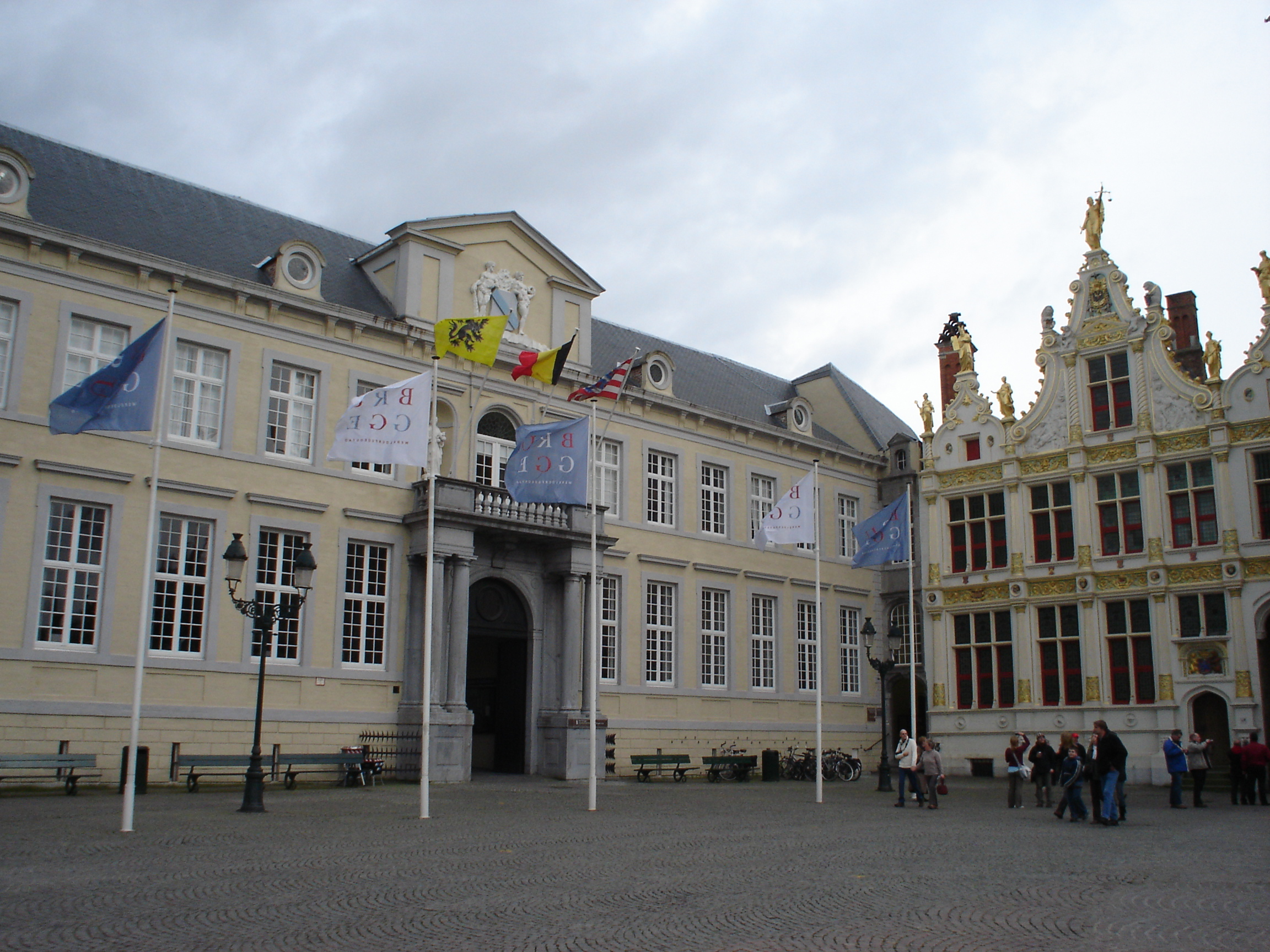
Das Landeshaus heute.

Der Verwaltungssitz des Brügger Freiamts befand sich am Burgplatz, wo sowohl die zivilen als auch die geistlichen Verwaltungen untergebracht waren. Ursprünglich hatte das Freiamt seinen Sitz neben Het Steen auf der Westseite des Burgplatzes. Im 15. Jahrhundert zog es auf die gegenüberliegende Seite um, wo es in einem Teil der ehemaligen gräflichen Residenz Love untergebracht wurde. Die burgundischen Herzöge verlegten die gräfliche Residenz zum neugebauten Prinsenhof. In den Jahren 1434 bis 1440 fügte das Brügger Freiamt ein Gericht (Vierschaar) auf der Südseite Richtung Groenerei hinzu. In den Jahren 1520 bis 1525 wurde der Komplex bis zum Kanal mit einem neuen großen Gericht, der Schöffenkammer und einem Rückzugszimmer erweitert. Baumeister war Jan van de Poele. Auf der Burgseite wurde in den Jahren 1528 bis 1532 eine Galerie mit Rundbogen errichtet. Neben der Schöffenkammer kamen in den Jahren 1606 und 1607 eine Kapelle und eine Waisenkammer hinzu. So entstand die noch bestehende Fassadenreihe am Groenerei. Zum Schluss wurde der am Burgplatz sichtbare Teil des Landhauses, der durch den Kauf der Residenz Love 1555 beträchtlich erweitert worden war, in den Jahren 1722 bis 1727 nach einem Entwurf von Jan Verkruys im klassizistischen Stil umgebaut.
Das am 25. März 1938 unter Denkmalschutz gestellte Gebäude fungierte von 1795 bis 1984 als Gerichtsgebäude von Brügge. Neben dem Assisensaal (der gegenwärtig als Tagungs- und Ausstellungsraum dient) befindet sich der Renaissance-Saal. In dieser ehemaligen Schöffenkammer kann der monumentale Kaiser-Karl-Kamin aus dem 16. Jahrhundert besichtigt werden, der nach einem Entwurf von Lancelot Blondeel aus Eichenholz, Marmor und Alabaster angefertigt wurde. Er fungierte als Machtsymbol der Habsburger Dynastie. Kaiser Karl steht in der Mitte und ist von seinen Ahnen umgeben. 1984 erwarb die Stadt Brügge das Gebäude und brachte hier einige städtische Dienste unter, darunter das Stadtarchiv, dessen Lesesaal sich in der Kapelle der Alten Kanzlei befindet. Das Renaissancegebäude wurde in den Jahren 1534 bis 1537 errichtet und war der Sitz des Kanzleileiters des Zivilgerichts, einem der wichtigsten Stadtbeamten. Die Fassade wurde vollständig aus Naturstein errichtet und ist reichlich mit Skulpturen versehen. Die Bronzeskulpturen wurden 1883 vom Brügger Bildhauer Hendrik Pickery angefertigt. Die Krabben auf den Giebelspitzen erinnern noch an den gotischen Stil. Das Gebäude wurde dreimal gründlich restauriert: Ende des 19. Jahrhunderts, um 1980 und zu Beginn des 21. Jahrhunderts. Bei der letzten Restaurierung wurde versucht, das Gebäude wieder in der ursprünglichen Farbenpracht erstrahlen zu lassen.